# Dawid I (cesarz Etiopii)
Dawid I (gyyz. ዳዊት, Dauit, ur. ? – zm. 6 października 1413 r.) – cesarz Etiopii rządzący w latach 1382–1411. Pochodził z dynastii salomońskiej. Był młodszym synem cesarza Nyuaje Krystosa. Dawid objął rządy po swoim bracie Nyuaje Marjamie.

## Pielgrzymka do Jerozolimy
Cesarz Dawid zorganizował pielgrzymkę do Jerozolimy i wrócił do Etiopii z relikwiami krzyża Chrystusa. W wyprawie tej uczestniczyli ważni możnowładcy etiopscy i według tradycji cesarz nadał wówczas tytuły arystokratyczne i funkcje takie jak na przykład fitaurari, czy dedżazmacz. Pielgrzymka do Jerozolimy odbyła się dzięki otwarciu szlaków komunikacyjnych przez muzułmanów, dzięki porozumieniu z Egiptem. Otwarcie szlaków miało wpływ na odnowienie kontaktów między Etiopią, a chrześcijańskim Wschodem.

## Polityka zagraniczna

### Stosunki z Egiptem
Etiopski historyk Taddesse Tamrat omówił tradycję, według której Dawid I na początku swojego panowania prowadził kampanię militarną przeciwko Egiptowi, docierając aż do Asuanu. W odpowiedzi emir Egiptu zmusił patriarchę Aleksandrii, Mateusza I, do wysłania Dawidowi delegacji i zmuszenia go do powrotu do Etiopii. Taddesse napisał: 

Wydaje się nie być wątpliwości, że w przeddzień nastania dynastii Burdżytów mameluckiego Egiptu, król Dawid tak naprawdę wysłał swoje oddziały daleko poza północne granice swojego królestwa i wprowadził dużo spustoszenia pomiędzy muzułmańskimi mieszkańcami regionu, będącego w egipskiej strefie wpływu od XIII stulecia.

 Cesarz miał najwyraźniej dużo przyjaźniejsze relacje z następcą sułtana As-Saliha al-Mansura Hadżdżiego, ponieważ według średniowiecznego historyka Al-Makriziego, Dawid wysłał dwadzieścia dwa wielbłądy jako dar dla sułtana Az-Zahira Barkuka, pierwszego sułtana z dynastii Burdżytów, rządzącego w latach 1382-1389.

### Stosunki z sułtanatem Adalu i Felaszami
W odpowiedzi na ataki ze strony sąsiednich państw muzułmańskich ze wschodniej strony, Dawid odpowiedział licznymi kontratakami. Według Al-Makriziego, cesarz w 1403 roku zaprowadził sułtana Adalu, Sad ad-Dina II do Saylac, gdzie zabił Sad ad-Dina i złupił miasto. Jakkolwiek inne współczesne źródło datuje śmierć Sad ad-Dina na rok 1415 i przypisuje je autorstwu cesarza Izaaka. Z kolei w stosunku do Felaszów, czyli etiopskich żydów Dawid I wykazywał również zdecydowaną politykę i tłumił ich bunty.

### Poselstwo wysłane do Europy
Dawid wysłał poselstwo do Etiopii, które dotarło do Wenecji dwudziestego trzeciego czerwca 1402, żądając przysłania do Etiopii rzemieślników. W 1927 włoski orientalista Carlo Conti Rossini zebrał ocalałe dokumenty dotyczące poselstwa. Dokumenty te wykazują, iż pięciu rzemieślników odeszło z etiopskimi posłami we wrześniu, ale nie wiadomo na ich podstawie, czy udało im się dotrzeć do Etiopii. Badaczka Marilyn E. Heldman znalazła dowody świadczące o posrebrzanym kielichu wyprodukowanym w Wenecji i obecnym w Etiopii. Prawdopodobnie właśnie ten kielich w XVI wieku zauważył portugalski misjonarz Francisco Álvares, przebywający przez wiele lat na dworze cesarza Lybne Dyngyla. Innym dowodem na przybycie posłów z powrotem jest spisana trasa wiodąca z Wenecji przez Rodos, Cypr, Jerozolimę, Kair i Aksum na dwór "Księdza Jana" w Szeua. Brytyjski archeolog Osbert Guy Stanhope Crawford datuje sporządzenie tej trasy na czasy rządów cesarza Dawida. Crawford ponadto uważa ten dokument za pierwszą jednoznaczną relację etiopskiej geografii, która przetrwała i z pewnością odnosi się do podróży z Europy i którą można zidentyfikować dość dokładnie.

## Polityka wewnętrzna

### Działalność w dziedzinie kultury
Dawid I fundował liczne kościoły na terenie Etiopii i zachęcał do misji chrystianizacyjnych w prowincji Godżam. Przetrwały trzy spośród fundacji postawionych niegdyś w Uelkajt, Seraje, Adijabo, Szyrie, Addi Arkaj, północnym Semien, Garalta, Manbarta i Karnesem, który leży na północ od dzisiejszej Asmary. Za czasów Dawida były również wytwarzane ilustrowane rękopisy, z czego dwa z nich przetrwały do dziesiejszych czasów. Jednym z nich jest tłumaczenie cudów Marii, matki Jezusa, opisane w języku arabskim i wykonywane na osobiste polecenie cesarza Dawida. Jest to najstarszy zachowany ilustrowany rękopis zlecony na życzenie etiopskiego cesarza. Drugi rękopis, oceniany jako "jedna z najpiękniejszych ilustrowanych książek z okresu" jest kopią Ewangelii, która jest obecnie zachowana w klasztorze św Gabriela na wyspie Kebran w południowej części jeziora Tana.

### Spory wewnątrz Kościoła etiopskiego
Cesarz Dawid I od początku wspierał mnichów reguły eustachiańskiej, która wykształciła się w XIV wieku za sprawą mnicha Eustachego i miała swą siedzibę w Debre Bizen. Mnisi eustachiańscy otrzymywali dziedziczne nadania ziemskie od cesarza Dawida i między innymi dzięki temu stali się najbardziej wpływowym zakonem na północy Etiopii. W Kościele Etiopskim dochodziło jednak do wewnętrznych konfliktów. Mimo cesarskiego poparcia, uczeń Eustachego i założyciel klasztoru w Debre Bizen, abba (czyli ojciec) Filip, został oskarżony o głoszenie herezji i uwięziony przez ważnego dostojnika kościelnego, akabie seata Serke Byrhana. Prawdopodobnie decyzja ta była podyktowana obawami wyższego duchowieństwo o zbyt duże wpływy zakonu eustachiańskiego. Po śmierci akabie seata, abba Filip wyszedł z więzienia na jeziorze Hajk. Po uwolnieniu Filipa, cesarz Dawid nie przeszkadzał mnichom reguły Eustachego w zakładaniu nowych klasztorów i umacnianiu swojej pozycji. Nie jest pewne jakie znaczenie miały sympatie Dawida w stosunku do zakonu eustachiańskiego wobec jego abdykacji w 1411 roku. Najprawdopodobniej miało to znaczenie, ponieważ cesarz został nakłoniony do zrzeczenia się tronu przez jeden z zakonów, choć nie wiadomo który. Według legendy Dawid miał spytać o swoją przyszłość pustelników i mnichów "z wysp i grot", którzy poradzili mu przekazać tron swojemu synowi, Teodorowi. Przepowiednię potwierdzili mnisi z jeziora Hajk. Posunięcie to miało zapewne na celu pozbycie się nieprzychylnego cesarza i zastąpienie go bardziej wygodnym następcą. Dawid nie chcąc narażać się duchowieństwu ustąpił na rzecz swojego syna w 1411, a zmarł w wyniku wypadku w 1413 roku. Jeden z jego koni kopnął go w glowę. Został pochowany na wyspie daga na jeziorze Tana.